# Adelkowszczyzna
Adelkowszczyzna – dawny folwark, położony w miejscu leżącym obecnie na Białorusi,  w obwodzie grodzieńskim, w rejonie grodzieńskim, w sielsowiecie Indura..
W dwudziestoleciu międzywojennym folwark leżał w Polsce, w województwie białostockim, w powiecie grodzieńskim, w gminie Indura.
Dawniej majątek należał do rodziny Poczobutów.
Według Powszechnego Spisu Ludności z 1921 roku ówczesny folwark zamieszkiwały 52 osoby, 38 było wyznania rzymskokatolickiego, 12 prawosławnego, a 2 ewangelickiego. Jednocześnie 46 mieszkańców zadeklarowało polską przynależność narodową, 5 białoruską, a 1 inną. Były tu 3 budynki mieszkalne.
Miejscowość należała do parafii rzymskokatolickiej i prawosławnej w Indurze.
Podlegała pod Sąd Grodzki i Okręgowy w Grodnie; właściwy urząd pocztowy mieścił się w Indurze, a telefon i telegraf w Grodnie.